# Ралука Чокіне
Ралука Чокіне (нар. 16 лютого 1983) — колишня румунська тенісистка.
Найвищу одиночну позицію світового рейтингу — 386 місце досягла 13 вересня 1999, парну — 502 місце — 24 квітня 2000 року.
Здобула 2 одиночні титули туру ITF.

## Фінали ITF

### Одиночний розряд (2–4)
| Результат | Ранг | Дата           | Турнір                          | Покриття | Суперниця                | Рахунок       |
| --------- | ---- | -------------- | ------------------------------- | -------- | ------------------------ | ------------- |
| Поразка   | 1.   | 30 травня 1999 | Олівейра-де-Аземейш, Португалія | Тверде   | Ципора Обзилер           | 1–6, 1–6      |
| Поразка   | 2.   | 8 серпня 1999  | Бухарест, Румунія               | Ґрунт    | Йоана Гашпар             | 6–0, 3–6, 3–6 |
| Перемога  | 1.   | 15 серпня 1999 | Бухарест, Румунія               | Ґрунт    | Б'янка Кампер            | 6–0, 6–1      |
| Перемога  | 2.   | 27 серпня 1999 | Бухарест, Румунія               | Ґрунт    | Adriana Burz             | 6–2, 5–7, 6–4 |
| Поразка   | 3.   | 6 серпня 2000  | Бухарест, Румунія               | Ґрунт    | Едіна Галловіц-Халл      | 3–6, 3–6      |
| Поразка   | 4.   | 3 червня 2001  | Варшава, Польща                 | Ґрунт    | Йоанна Сакович-Костецька | 6–1, 2–6, 1–6 |

### Парний розряд (0–1)
| Результат | Дата          | Турнір            | Покриття | Партнерка          | Суперниці                          | Рахунок  |
| --------- | ------------- | ----------------- | -------- | ------------------ | ---------------------------------- | -------- |
| Поразка   | 2 серпня 1999 | Бухарест, Румунія | Ґрунт    | Adriana Mingireanu | Міхаела Модован Марина Лазаровська | 1–6, 2–6 |